# Emdenimyia boliviana
Emdenimyia boliviana är en tvåvingeart som beskrevs av Guilherme A.M.Lopes 1993. Emdenimyia boliviana ingår i släktet Emdenimyia och familjen köttflugor.
Artens utbredningsområde är Bolivia. Inga underarter finns listade i Catalogue of Life.